# Giorgio Visibelli
Giorgio Visibelli  (* in Siena) ist ein italienischer Jazz-Saxophonist (Tenor- und Sopransaxophon) und Flötist, sowie Bandleader und Komponist.

## Leben und Wirken
Visibelli studierte in Livorno, wo er sein Flötenstudium 1981 mit Diplom am Institut „P. Mascagni“ bei Luciano Brigidi abschloss; außerdem hatte er Saxophonunterricht bei Claudio Fasoli und Gianluigi Trovesi bei den nationalen Jazz Musik Seminaren in Siena. Im September 1981 zog er nach Boston, wo er bis Ende des Jahres 1983 am Berklee College of Music Jazz studierte, u. a bei John LaPorta, Joe Viola, Gary Burton, George Garzone, Andy McGhee, Bill Pierce und Jerry Bergonzi. 
1982 war er Mitglied des  Radio-Orchesters, das Bruno Tommaso für das RAI-Programm „Un Certo Discorso“ leitete. Danach spielte er in Stefano Battaglias Quartett (1986), bei Fabio Jegher („Atmospheres“, 1987), im Gianni Coscia Quintett (1987), in Arrigo Cappelletti New Latin Ensemble (1988), arbeitete mit Tiziana Simona und Mal Waldron (1988/1999), dem Neji Trio (1989), der Gianni Basso Tullio De Piscopo Big Band (1990), dem Paul Wertico Quartett (1992), dem Grande Orchestra Nazionale dell' AMJ (1995), dem Paliaga-Visibelli-Tavolazzi-Stranieri Quartett (1995), Giorgio Gaslini („Mister O“, 1996), Claudio Angeleris Orchestra Tascabile (1999), Sandro Cerinos Crescendo Big Band (1998) und dem Franco Ambrosetti Tentet (2005). Dieser wirkte auch als Gastmusiker auf Visibellis Album ″Via Maestra" mit. 
Giorgio Visibelli unterrichtet bei Workshops, wie den „Civici Corsi di Jazz di Milano“, dem   „Siena Jazz International Workshop“ und dem „CDPM di Bergamo“ sowie am Konservatorium „Rossini“ in Pesaro.

## Diskographische Hinweise
- Il Grande Cerchio (Splas(c)h, 1992) mit Mitch Forman, Marco Micheli, Bill Elgart
- Senza Parole (Splas(c)h, 1996) mit Sandro Gibellini, Franco Testa, Mauro Beggio
- Via Maestra mit Franco Ambrosetti